# Tschechoslowakische Fußballmeisterschaft 1918
Die Tschechoslowakische Fußballmeisterschaft 1918 (offiziell: Mistrovství ČSF) war die erste ausgetragene Meisterschaft in der Tschechoslowakei, nachdem 1918 nur regionale Gaumeisterschaften ausgespielt wurde. Nach der Gründung der Tschechoslowakei am 28. Oktober 1918 gab es im jungen Staat 1919 zwei Fußballverbände. Zum einen den schon 1901 gegründeten Böhmischen Verband ČSF (Český svaz footballový), zum anderen den Slowakischen Verband SzLSz.
Eine offizielle landesweite Meisterschaft gab es nicht. Der Böhmische Verband spielte eine eigene Meisterschaft ohne die slowakischen Klubs aus, an dem die Sieger der vier Gaumeisterschaften teilnahmen.

## Qualifikation
In Mittelböhmen (Středočeská župa) gewann SK Slavia Praha, in Kladno (Kladenská župa) der SK Kročehlavy, in Westböhmen (Západočeská župa) der FC Viktoria Plzeň und in Ostböhmen (Východočeská župa) der SK Pardubice.

## Endrunde
Sieger wurde ohne Punktverlust der SK Slavia Praha, der damit zum ersten Mal inoffizieller Meister der Tschechoslowakei war.

### Abschlusstabelle
| Pl. | Verein            | Sp. | S | U | N | Tore    | Quote | Punkte |
| --- | ----------------- | --- | - | - | - | ------- | ----- | ------ |
| 1.  | SK Slavia Praha   | 3   | 3 | 0 | 0 | 015:200 | 7,50  | 06:0   |
| 2.  | SK Pardubice      | 2   | 1 | 0 | 1 | 005:600 | 0,83  | 02:20  |
| 3.  | SK Kročehlavy     | 2   | 1 | 0 | 1 | 004:600 | 0,67  | 02:20  |
| 4.  | SK Viktoria Plzeň | 3   | 0 | 0 | 3 | 002:120 | 0,17  | 0:60   |

Platzierungskriterien: 1. Punkte – 2. Torquotient